# José Leandro Andrade Quiroz
José Leandro Andrade Quiroz   (Salto, 22 de novembre de 1901 - Montevideo, 5 d'octubre de 1957) fou un futbolista uruguaià que va competir durant les dècades de 1920 i 1930. Fou un dels primers jugadors negres considerat estrella mundial. Era anomenat la maravilla negra. El seu nebot Víctor Rodríguez Andrade també fou campió del món l'any 1950.

## Primers anys

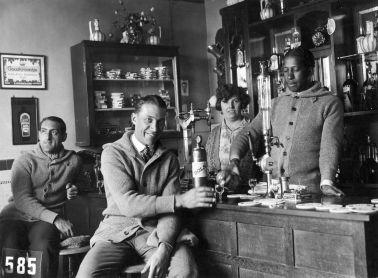
Andrade (darrera del bar) servint begudes als seus companys a Amsterdam (1928).

Andrade va néixer a Salto el 1901 d'una mare argentina (Anastasia Quiroz, també escrita Vázquez). José Ignacio Andrade, que es creu que va ser el seu pare, figurava al seu certificat de naixement com a testimoni. El major Andrade, que tenia 98 anys en el moment del naixement de José Leandro Andrade, havia estat un expert en màgia africana i es creu que era un esclau d'origen africà que havia fugit del Brasil.
De ben petit es va traslladar al barri de Palerm, a Montevideo, on va viure amb una tia.
Abans de la introducció del futbol professional a l'Uruguai va treballar com a músic de carnaval tocant la bateria, el violí i el tamborí, o bé dirigint un grup de timbalers de la comparsa de carnaval Libertadores d'Àfrica. També va treballar com a enllustrador o venent diaris.

## Carrera de jugador

### Carrera de club
Quan era adolescent va jugar al club Misiones de Montevideo. Va jugar tant de defensa com de centrecampista.
A principis de la dècada de 1920 va fitxar pel Bella Vista, on va jugar 71 partits i va marcar set gols. Va ser a Bella Vista on va ser seleccionat per primera vegada per a la selecció nacional.
Més tard va fitxar pel Nacional, amb qui va guanyar quatre campionats uruguaians i tres copes nacionals. El 1930 va fitxar pel Peñarol, on va jugar 88 partits. De jove havia entrenat al Peñarol, però no fou acceptat.

### Carrera internacional
Entre 1923 i 1930 va jugar 34 partits amb la selecció nacional. Va guanyar dues medalles d'or als Jocs Olímpics de París 1924 i Amsterdam 1928 i fou campió del Món a Uruguai 1930 amb la selecció de l'Uruguai. També fou tres cops campió sud-americà els anys 1923, 1924 i 1926.
El 1994 va ser seleccionat per la revista France Football com a número deu en el seu Top-100 de la Copa del Món.

## Reconeixements
A l'Estadi Centenario s'hi va col·locar una placa en honor als seus èxits.

## Mort
Va morir, sense diners i alcohòlic, en un asil de Montevideo als 55 anys.